# Quinina

Estrutura molecular da quinina.

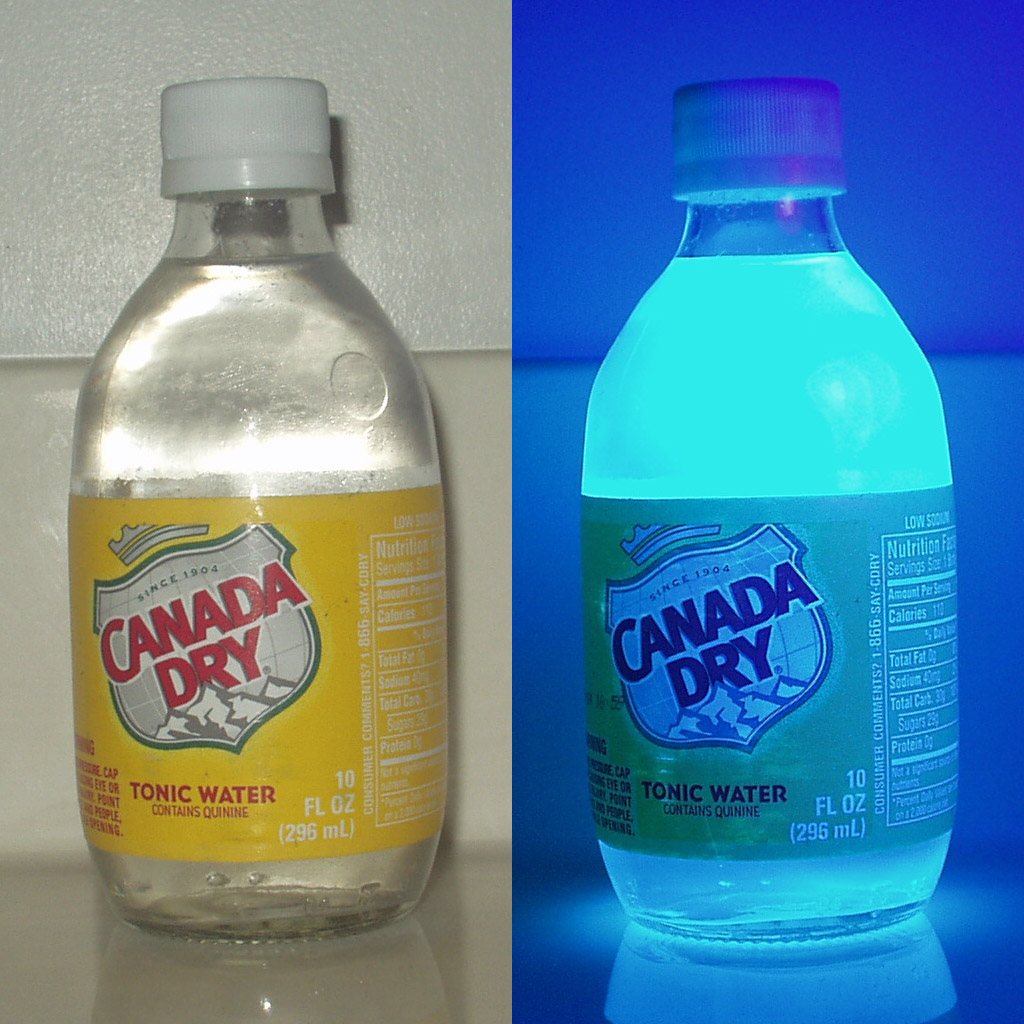
Água tônica contendo quinina, que é fluorescente

Quinina (fórmula química: C20H24N2O2)
é um alcalóide de gosto amargo que tem funções antitérmicas, antimaláricas e analgésicas. É um estereoisómero da quinidina. O sulfato de quinina é o quinino. É extraída da quina.
A quinina, pó branco, inodoro e de sabor amargo, é uma substância utilizada no tratamento de malária e arritmias cardíacas. Além de ser um fármaco é utilizada como flavorizante da água tônica.

## Histórico
A descrição da quinina no Ocidente data do final do século XVI e início do século XVII, durante a conquista do Império Inca pelos espanhóis na região do Peru. Nessa época, os invasores espanhóis tomaram conhecimento de uma árvore usada pelos índios para curar febre.
Uma lenda espanhola diz que um soldado, sofrendo de um acesso de malária no meio da selva, bebeu a água amarronzada de uma pequena lagoa onde árvores de quinina haviam caído. Ele então foi dormir, e quando acordou sua febre havia desaparecido. O soldado concluiu que a água foi responsável pela cura e que ela era um tipo de "chá" feito do tronco e casca das árvores embebidos na água. Maravilhado, ele espalhou a notícia. Outra lenda conta que os índios observavam que animais doentes bebiam água nas lagoas onde árvores de quinina se encontravam.
Em 1633 um jesuíta chamado Padre Calancha descreveu as propriedades de cura da árvore na Crônica de Santo Agostinho:
" Uma árvore cresce, que eles chamam de árvore da febre, na região de Loxa, cuja casca tem cor de canela. Quando transformada em pó, juntando-se uma quantidade equivalente ao peso de duas moedas de prata, e oferecida ao paciente como bebida, ela cura febre e ... tem curado miraculosamente em Lima."
Jesuítas no Peru começaram a utilizar a casca da árvore para prevenir e tratar malária. Em 1645, o padre Bartolomeu Tafur levou algumas cascas para Roma, onde seu uso espalhou-se entre os clérigos. Em 1654 a casca peruana foi introduzida na Inglaterra.

## Estudo da quinina
Apesar de a fama da casca peruana ter se espalhado rapidamente, sua classificação botânica permanecia desconhecida. Nenhum botânico havia publicado descrição ou desenho da árvore da qual se originava, pois ela crescia somente em florestas tropicais de difícil acesso, na região dos Andes.
Em 1735 um botânico francês chamado Joseph de Jussieu viajou à América do Sul, e depois de muitas viagens encontrou e descreveu a árvore como sendo da família Rubiaceae, ou família do café.
Em 1739, o taxonomista sueco Carolus Linnaeus batizou o gênero de Cinchona, um anagrama do nome de uma condessa espanhola que, diz a lenda, foi curada pela casca. Cinchona spp é como geralmente se definem as espécies produtoras de quinina. É difícil a classificação devido à ocorrência de cerca de 40 variedades diferentes. O gêneros com maior teor de quinina são C. ledgeriana e C. officinalis.

### Compostos químicos
Em 1820, os químicos franceses Joseph Pelletier e Joseph Caventou isolaram a quinina das cascas de Cinchona e a identificaram como sendo um alcalóide. Só muito mais tarde foi reconhecida como um alcalóide da classe dos quinolínicos. A biossíntese da quinina envolve a condensação da triptamina e secologanina, levando a estriquitosidina, posteriormente ao corinanteol e finalmente após sucessivos rearranjos à quinina.

## Exploração
A exportação de cascas de Cinchona tornou-se um negócio lucrativo, pois os produtores de quinina dependiam de grandes demandas de cascas coletadas de árvores silvestres. Em 1880 a Colômbia sozinha exportou 6 milhões de libras para a Europa. O valor de exportação da casca de Cinchona era tão grande que Bolívia, Colômbia, Equador e Peru proibiram a exportação de sementes e plantas, em uma tentativa de manter o monopólio das exportações.

### Quebra do monopólio
Mas a tentação de quebrar o monopólio latino-americano tornou-se irresistível. Em 1852, Justus Hasskarl, diretor de um Jardim Botânico holandês em Java, começou secretamente a contrabandear sementes de Cinchona da América do Sul.
Entretanto, a quantidade de quinina contida nas cascas era muito pequena. Claramente, a quantidade de alcalóides produzidos variavam devido às inúmeras variedades existentes. Uma segunda coleta de sementes seria necessária para produzir uma indústria viável em Java.
Outra oportunidade para estabelecer uma indústria de quinina holandesa surgiu com o australiano Charles Ledger em 1861. Ledger havia tentado em várias ocasiões coletar sementes de Cinchona, mas foi confundido pela diversidade do gênero - existem 40 espécies e cada uma possui inúmeras variedades. As sementes que Ledger vendia para o governo inglês continham quase nenhuma quinina. Ledger acabou convencendo um índio Aymará, Manuel Incra, a contrabandear sementes de uma espécie boliviana de Cinchona que, dizia-se, possuía grande quantidade de quinina. Ledger voltou à Europa e tentou vender as sementes para o governo inglês que, decepcionado com a pequena quantidade de quinina contida nas árvores de Cinchona fornecidas por Ledger no passado, recusou-se a comprá-las. A notícia chegou ao governo holandês, que pagou a quantia de 20 dólares pelas sementes.
Enquanto as árvores cresciam, o governo holandês espantava-se com a quantidade de alcalóides contidos nas cascas, um recorde de 13%. Com o crescimento da produção de variedades ricas em quinina em Java, o comércio de exportação na América do Sul entrou em declínio. Em 1930 as plantações holandesas em Java produziam 22 milhões de libras de casca, equivalente a 97% da quinina mundial.

## Segunda Guerra Mundial

### Países do Eixo
Em 1940, durante a Segunda Guerra Mundial, o exército alemão apoderou-se de toda a reserva de quinina da Europa quando invadiu Amsterdã. Quando os japoneses invadiram a Indonésia em 1942 os EUA e seus aliados ficaram quase sem fornecimentos de quinina.
Havia uma pequena plantação de quinina nas Filipinas, mas esta também foi tomada pelos japoneses algumas semanas depois da invasão de Java. Entretanto, o último avião aliado a deixar as Filipinas, antes desta cair nas mãos dos japoneses, levava uma preciosa carga: 4 milhões de sementes de Cinchona. Estas foram diretamente para Maryland, EUA.
Depois de germinadas, estas foram enviadas para a Costa Rica para serem plantadas. Entretanto havia poucas esperanças de que estas plantas amadurecessem a tempo de atender às necessidades de quinina na guerra. Mais de 600.000 soldados das tropas americanas na África e Pacífico Sul haviam contraído malária, e a média de mortalidade era de 10%.
A falta de cascas de Cinchona tornara-se um problema sério. Poucas semanas depois da captura das Filipinas, o botânico Raymond Fosberg recebeu a missão, juntamente com outros botânicos americanos, de coletar novas espécies de Cinchona na América do Sul e assegurar um carregamento de cascas para os EUA , estabelecendo plantações.

### Contra-ataque Aliado
Para assegurar a rapidez das coletas, os EUA mandaram grupos de pesquisa para Colômbia, Equador, Peru e Bolívia. Durante estas expedições Fosberg e seus colegas aprenderam muito a respeito da biologia da Cinchona.
Entre 1943 e 1944, Fosberg e seus colegas asseguraram 12,5 bilhões de libras de cascas de Cinchona para os países aliados. Enquanto isso, químicos das forças aliadas procuravam por substitutos da quinina, porém os fármacos sintéticos antimaláricos não tinham a eficácia da quinina, além de produzir efeitos desagradáveis como náuseas, diarréia, e amarelamento da pele.

## Atualmente
O desenvolvimento de outros fármacos antimaláricos, tanto de origem sintética quanto naturais, como a cloroquina e a primacrina, resultou na diminuição do uso farmacológico de quinina. Entretanto, é ainda o fármaco mais eficiente contra a malária produzida pelo Plasmodium falciparum (P.Plasmodium).